# علي الداوودي
علي الداوودي هو لاعب كرة مضرب مصري سابق. مثل مصر في كأس ديفيز.